# Hotel Budir
El Hotel Budir (en islandés: Hótel Búðir) es un hotel construido cerca de Búðir, situado en un campo de lava en la punta más occidental de la península de Snæfellsnes en el oeste de Islandia. El hotel ofrece algunas vistas sobre la costa del Atlántico y el volcán y glaciar Snæfellsjökull, que se encuentra en una reserva natural protegida. El hotel está a tres horas en vehículo al norte del aeropuerto internacional de Keflavik.

## Historia
El primer hotel de Budir abrió sus puertas a los huéspedes en 1948. Además de su función como alojamiento también se utilizaba como punto de encuentro de la asociación de residentes deSnæfellsnes y Hnappadalur. En 1956, Fridsteinn Jónsson y su mujer, Loa Kristjansdottir, que tenían un restaurante en Reikiavik, se hicieron cargo del hotel hasta 1970. Durante este periodo el hotel estaba considerado como uno de los mejores de país. El premio Nobel de Literatura  Halldór Laxness y el pintor Johannes Kjarval se contaban entre sus visitantes frecuentes. Durante los años siguientes el hotel cambió de manos varias veces. En los 1980 el restaurante alcanzó fama gracias a una cocina innovativa centrada en los platos de pescado. En 1994, Viktor Sveinsson y Ingvar Thórdarson compraron el hotel y lo renovaron completamente. También experimentaron con la organización de actividades turísticas en Budir en conjunción con vuelos y estancias de fin de semana. El hotel quedó destruido tras un incendio en 2001. El edificio actual abrió en 2003.